# Thomas Schweizer (Ethnologe)
Thomas Schweizer (* 24. November 1949 in Köln; † 1. März 1999) war ein deutscher Ethnologe.

## Leben
Ab 1968 studierte er an der Universität zu Köln Ethnologie, Soziologie, Psychologie und prähistorische Archäologie. Zu seinen akademischen Lehrern gehörten Ulla Johansen, Helmut Petri, René König, Erwin Scheuch und Rolf Ziegler. Für seine Doktorarbeit verband Schweizer den empirischen Ansatz der Soziologie mit interkulturellen Vergleichen und anthropologischen Fragen.
Nach seinem Abschluss nahm Schweizer 1975 eine Assistenzstelle am Institut für Sozial- und Kulturanthropologie der Universität zu Köln an. In den folgenden Jahren hielt Schweizer nicht nur Vorlesungen und vertiefte seine Forschungen zu sozialen Netzwerken, sondern arbeitete auch vor Ort auf Java (Indonesien) 1978/1979 und 1984. Sein Hauptaugenmerk lag auf dem Wirtschaftsfeld und seiner Beziehung zu den lokalen sozialen Strukturen sowie auf historischen Fragen.
1984 schloss er seine Habilitationsarbeit ab. In den folgenden zwei Jahren erhielt er ein Heisenberg-Stipendium der Deutschen Forschungsgemeinschaft (DFG) an der Universität zu Köln. Nach kurzer Zeit an der Universität Bayreuth übernahm Schweizer 1986 eine Professur am Institut für Kultur- und Sozialanthropologie der Eberhard-Karls-Universität Tübingen.
Schweizer kehrte 1990 nach Köln zurück, wo er Vorsitzender der Abteilung für Sozial- und Kulturanthropologie war. In den folgenden Jahren leitete er eine Reihe von Forschungsprojekten, z. B. am Max-Planck-Institut für Gesellschaftsforschung oder der Deutschen Forschungsgemeinschaft. Er starb 1999 im Alter von 49 Jahren an Leukämie. Seine Grabstätte befindet sich auf dem Kölner Melaten-Friedhof.

## Schriften (Auswahl)
- Methodenprobleme des interkulturellen Vergleichs. Probleme, Lösungsversuche, exemplarische Anwendung. Köln 1978, ISBN 3-412-05477-1.
- als Herausgeber: Netzwerkanalyse. Ethnologische Perspektiven. Berlin 1989, ISBN 3-496-00969-1.
- Reisanbau in einem javanischen Dorf. Eine Fallstudie zu Theorie und Methodik der Wirtschaftsethnologie. Köln 1989, ISBN 3-412-02989-0.
- als Herausgeber mit Margarete Schweizer und Waltraud Kokot: Handbuch der Ethnologie. Festschrift für Ulla Johansen. Berlin 1993, ISBN 3-496-00446-0.